# Каслинский историко-художественный музей
Касли́нский историко-художественный музей — музей, посвящённый традиционному промыслу Урала по художественной обработке металла — каслинскому чугунному литью. Открыт в 1963 году в г. Касли как историко-краеведческий музей на общественных началах. Является одним из немногих специализированных музеев художественного литья.

## О музее
Был основан в 1962 году постановлением бюро Каслинского райкома КПСС по инициативе педагогов К. А. Плотинновой и З. И. Головановой как историко-краеведческий музей на общественных началах.

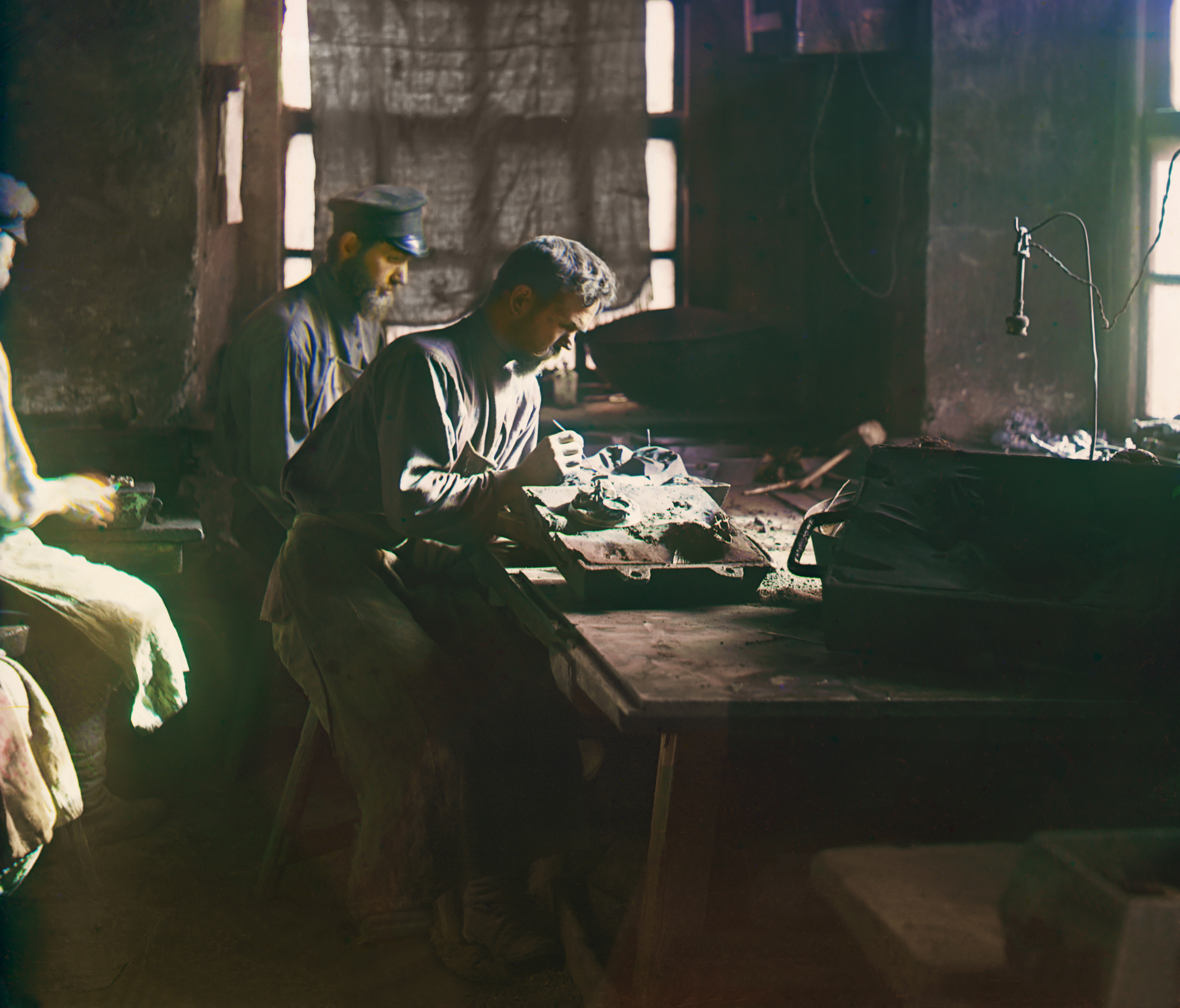
Каслинские мастера за работой. Начало 1910-х гг.

Открытие музея состоялось 12 июня 1963 года. Музей расположился в бывшей торговой лавке купца Лежнёва, построенной в XIX веке. В основе собрания музея — уникальная коллекция чугунных отливок, выполненных в XIX—XX веках на Каслинском литейном заводе. В 1968 году музей получил статус государственного.
В экспозиции музея представлены лучшие образцы каслинского литья, созданные по оригинальным моделям ведущих русских и западноевропейских скульпторов: П. К. Клодта, Е. А. Лансере, К. Ф. Шинкеля, Ж. Готье, В. П. Крейтана, А. М. Опекушина, Н. В. Томского, Н. А. Андреева.
Отдельно выделяется коллекция авторских работ местных скульпторов (С. П. Манаенкова, А. С. Гилёва, С. А. Скачкова, А. И. Просвирнина, В. П. Игнатьева, О. И. Игнатьевой и др.) — одна из наиболее полных и интересных в стране.
Коллекция изобразительного искусства музея включает около 200 живописных и более 600 графических работ местных самодеятельных художников. Особое место в коллекции музея занимают предметы декоративно-прикладного искусства и миниатюры: пепельницы, чернильницы, подсвечники, цепочки для карманных часов, брелоки.
В музее хранится собрание произведений и личный архив первого главного скульптора Каслинского завода — Павла Степановича Аникина (1917—1956). В его мастерской постигали азы искусства будущие члены Союза Художников СССР: А. С. Гилёв, А. В. Чиркин, будущий народный художник СССР Е. Н. Широков, скульптор А. И. Просвирнин.
Интерес представляет музейный фотофонд, насчитывающий около 10000 единиц хранения. Здесь представлены портреты владельцев Каслинского завода, служащих, скульпторов и мастеров художественного литья, уникальные снимки екатеринбургского фотографа В. Л. Метенкова, пионера цветной фотографии С. М. Прокудина-Горского, кыштымского фотографа В. Г. Кокшарова, фотокоров местной газеты «Каслинский рабочий» М. Югова, П. С. Ружникова, В. Батина, Н. Калачина, а также любительские фотоснимки.
В 1990 году у музея появилось своё структурное подразделение — Дом-музей скульптора Александра Васильевича Чиркина, c 1970 по 1989 год работавшего ведущим скульптором Каслинского металлургического завода. Музей начал работу 1 января 1995 года. В составе музея — скульптурная мастерская Чиркина, его библиотека, скульптурные, живописные и графические работы.
В мае 1999 года Каслинский музей художественного литья был преобразован в муниципальное учреждение и получил современное название «Каслинский историко-художественный музей».
В 2009 году Каслинский музей посетило 22,9 тысяч человек.
С 2019 года рассматривается вопрос о переводе музея из дома купца Лежнева в здание памятника федерального значения «Заводской госпиталь» (бывшее хирургическое отделение ЦРБ).